# Das Blaue vom Himmel (2011)
Das Blaue vom Himmel ist ein deutscher Spielfilm aus dem Jahr 2011. Regie führte Hans Steinbichler, in den Hauptrollen spielen Hannelore Elsner und Juliane Köhler sowie Karoline Herfurth und David Kross.
Der Film feierte am 30. Mai 2011 in der Lichtburg in Essen Premiere. Am 2. Juni 2011 kam er in die deutschen Kinos.

## Handlung
Der Film spielt im Januar 1991 in Deutschland und Lettland. Parallel wird in häufigen Rückblenden die Jugend von Marga in den 1930er und 1940er Jahren in Jūrmala und Riga gezeigt.
Sofia und ihr Mann leben in Berlin; Sofias Mutter Marga lebt in einem Seniorenheim in Bonn. Gerade als Sofia einen Beitrag über die aktuellen Ereignisse während der Singenden Revolution in Lettland für den SFB produziert, erreicht sie ein Anruf, dass ihre Mutter in die Psychiatrie in Wuppertal eingewiesen wurde. Sie erfährt, dass Marga mit einem Taxi zu ihrem ehemaligen Wohnhaus in Wuppertal gefahren, dort eingedrungen ist und Porzellan zerschlagen hat. Sofia fährt am nächsten Morgen nach Wuppertal.
Im Krankenhaus ist sie zunächst verwundert, weil ihre Mutter am Bett fixiert ist. Sie muss erkennen, dass ihre Mutter an Demenz erkrankt und aggressiv ist; auch ihre Tochter erkennt sie nicht mehr. Sofia nimmt ihre Mutter aus dem Krankenhaus mit und fährt mit ihr zu ihrem ehemaligen Elternhaus. Die Eigentümerin überreicht ihr ein kleines Fotoalbum, das Aktfotos einer jungen Frau, die Sofia für ihre Mutter hält, und Sofias Vater Juris als jungen Mann zeigt. Dieses Buch hatte der Eigentümer bei Renovierungsarbeiten auf dem Speicher des alten Hauses  gefunden. Mit den Fotos konfrontiert, schreit Marga und bricht in Tränen aus. Im Laufe der Zeit wird immer deutlicher, dass sich bei Marga Ängste und eine tiefe Sehnsucht nach ihrem seit Jahren verstorbenen Mann Juris offenbaren. Immer mehr verliert sie sich in der Vergangenheit und verlangt plötzlich wie ein Kind nach Zärtlichkeit. Sofia hatte über einen langen Zeitraum kaum Kontakt zu ihrer Mutter und fühlt sich in der Situation überfordert, sich um ihre Mutter kümmern zu müssen.
Als Sofia mit Marga in Berlin eintrifft, entdeckt sie in der Tasche der Mutter Fotos aus Margas Vergangenheit in Lettland. Ihre Mutter hatte immer behauptet, es gebe keine Fotos aus dieser Zeit. Am darauffolgenden Tag hat ihre Mutter alle Fotos zerrissen. Sofia reist gegen den Willen ihres Mannes, der sich wegen der Unruhen in Riga Sorgen macht, mit ihrer Mutter nach Lettland. Sie will den Ort kennenlernen, wo Marga als Deutschbaltin aufgewachsen ist und ihren Mann Juris geheiratet hat.
Sie fahren nach Jūrmala zu Osvalds, mit dem zusammen Juris ein Fotoatelier betrieben hatte. Diesen erkennt Marga, obwohl sie ihn seit rund 50 Jahren nicht mehr gesehen hat. Von ihm erfährt Sofia die Wahrheit über Margas und ihre eigene Vergangenheit, die der Zuschauer nach und nach in den Rückblenden erfährt: Juris war zwar mit Marga verheiratet, aber in Ieva, eine lettische Frau, verliebt. Mit ihr hatte er ein Verhältnis; sie ist die Frau auf den alten Aktfotos. Als Marga seinerzeit vor den anrückenden russischen Truppen nach Deutschland fliehen wollte, fanden Möbelpacker beim Ausräumen des Hauses das Fotoalbum; so kam sie hinter die heimliche Liebschaft. Da Juris im letzten Moment aus dem Zug nach Deutschland ausstieg, blieb auch Marga in Lettland. Während Juris dann bei Ieva wohnte, zog Marga zu Osvalds. Sie war zutiefst verletzt und wollte sich an Ieva rächen. Dazu verschaffte sie sich einige Flugblätter, die Osvalds heimlich gedruckt hatte, um damit zum Widerstand gegen die russischen Truppen aufzurufen. Marga versteckte die Flugblätter in Gardinen und brachte sie zu Ieva in deren elterliche Wäscherei. Anschließend denunzierte sie Ieva bei den russischen Besatzungstruppen, woraufhin Ieva und ihre Mutter nach Sibirien in einen Gulag deportiert wurden. Marga wollte zuschauen, wie Ieva in einem Zug abtransportiert wurde. Aus Angst, dabei von Soldaten entdeckt zu werden, legte sie sich in letzter Sekunde unter den abfahrenden Zug und musste die Schreie der Gefangenen mit anhören.
Sofia erfährt von Osvalds auch, dass Ieva und nicht Marga ihre Mutter ist. Juris kehrte nach Ievas Deportation mit seiner Tochter zu Marga zurück, die Sofia als ihr eigenes Kind annahm. Es gelang ihr aber nicht, mütterliche Gefühle für Sofia zu entwickeln; sie versuchte anfangs sogar, das Kleinkind umzubringen, indem sie es nackt ans offene Fenster legte.
Sofia und Osvalds finden Marga leicht bekleidet bei tiefen Außentemperaturen unter einem Lkw vor Osvalds Haus. Sie liegt verwirrt unter dem Lkw wie seinerzeit unter dem Zug, der Ieva abtransportierte. Sofia gelingt es, Ieva in Riga aufzuspüren, nachdem Osvalds ihr erzählt hat, dass Ieva nach zwölf Jahren Gefangenschaft wieder nach Riga zurückgekehrt war und dort heute noch lebt. Verwirrt über die unerwartete Begegnung mit der totgeglaubten Sofia läuft Ieva davon. Durch die Unruhen im Land kann Osvalds keinen Arzt rufen und so verschlechtert sich Margas Zustand von Stunde zu Stunde. Kurz bevor Marga stirbt, besucht Ieva sie. Nachdem Marga ihr gesagt hat, dass Juris sie, Ieva, geliebt habe, verlässt sie wortlos den Raum.
Nach Margas Tod findet Sofia Ieva am Strand. Dort zeigt Sofia ihr ein Foto ihres Sohnes und macht Ieva deutlich, dass dies ihr Enkel sei. Ieva lächelt leise und die beiden schauen gemeinsam hinaus aufs Meer.

## Kritiken
„Das Blaue vom Himmel ist großes Gefühlskino, in dem sich einfühlsame Sequenzen und übersteigerte Momente abwechseln. Steinbichlers Familiendrama über fanatische Liebe und verdrängte Schuld ist wunderbar bebildert und toll gespielt – seine Entgleisungen in Pathos und Rührseligkeit dürften jedoch für gelegentliche Stirnrunzler sorgen.“

„Steinbichlers Film ist immer dann am besten, wenn er sich ganz auf die Frauen und ihre Konflikte konzentriert. Nicht ganz überzeugend und etwas illustrativ sind allerdings die in Riga gedrehten Szenen, die der historische Rahmen für dieses sehr private Familiendrama sind.“

„Hannelore Elsner […] spielt die Demenzkranke etwas zu manieriert, um letzthin glaubwürdig zu sein. Ebenso wie Niki Reisers bombastische Musik steht das leicht übersteuerte Schauspiel einer Identifikation eher im Weg. Vielleicht auch, weil die Landschaften hier wichtiger sind, funktionieren die Rückblenden in der Regel besser – möglicherweise ist dies aber auch Karoline Herfurths unverstelltem Spiel als junge Marga zu verdanken. Am Ende bleiben die eindringlichen Landschaftsbilder doch singular, sie werden eben nicht zu Seelenlandschaften.“

## Auszeichnungen
- Bayerischer Filmpreis 2010: Produzentenpreis an Uli Aselmann
- Die Deutsche Film- und Medienbewertung FBW in Wiesbaden verlieh dem Film das Prädikat wertvoll.